# Maria Boni Brighenti
Maria Boni Brighenti (Roma, 3 settembre 1868 – Gebel, 18 giugno 1915) è stata un'infermiera e militare italiana, prima donna ad essere decorata con la Medaglia d'oro al valor militare alla memoria. I Resti di Maria Boni Brighenti e del marito Costantino sono tumulati nel Sacrario d'Oltremare di Bari.

## Biografia
Nacque a Roma il 3 settembre 1868, figlia di Luigi Boni e di Giuseppa Ferrari, all’interno di una distinta famiglia. Fidanzata da ragazza con il tenente Costantino Brighenti, un ufficiale del Regio Esercito, si sposò nel corso del 1914, partendo subito dopo per la Libia al seguito del marito, divenuto nel frattempo maggiore, ed assegnato al Regio corpo truppe coloniali della Tripolitania in qualità di comandante del II Battaglione libico di stanza a Beni Ulid. Trasferito il marito nel presidio di Tarhuna, ella si stabilì dapprima a Tripoli, raggiungendo successivamente il marito per concessione del Governatore nell’aprile 1915.
Il 10 maggio seguente Tarhuna fu assediata dai ribelli che circondarono la città impedendo l'arrivo di rifornimenti e rinforzi. Divenuta infermiera lavorò duramente nell’ospedale da campo, assistendo e curando i feriti. Dopo un mese di assedio la situazione divenne insostenibile, e mancando munizioni, viveri, e medicinali il comandante del presidio decise di iniziare il ripiegamento cercando di raggiungere Tripoli. Il movimento delle truppe iniziò nella notte del 17 giugno lungo le piste del Gebel, ed al seguito dei militari si mosse anche una colonna formata da civili non combattenti, di cui facevano parte donne e bambini. Giunta nel vallone di Ras Msid la formazione italiana fu circondata ed attaccata dai ribelli, ed iniziò il massacro. Ferita da un colpo di rimbalzo mentre assisteva i feriti, non volle lasciare il proprio posto, e finì uccisa  nel seguente furioso combattimento all’arma bianca. Il marito fu preso prigioniero  e, dopo un anno preso dallo sconforto, si uccise in data 16 maggio 1916. La salma fu ritrovata quasi un anno dopo, riconosciuta per i merletti presenti sul vestito. Per onorare la memoria della signora Brighenti, con Decreto Luogotenenziale emesso in data 11 febbraio 1917 le fu concessa la Medaglia d'oro al valor militare, prima donna a ricevere la più alta decorazione italiana.

### Annotazioni
1. ↑  Secondo alcune testimonianze fu trascinata via dal combattimento e selvaggiamente uccisa in un vallone vicino, dopo essere stata violentata.
2. ↑  Informato della morte della moglie si tolse la vita. Fu anche lui decorato con la Medaglia d'oro al valor militare alla memoria.

### Fonti
1. ↑   La prima donna Medaglia d’Oro al Valor Militare, su lavocedelmarinaio.com, 19 marzo 2010. URL consultato il 22 settembre 2024.
2. 1 2 3 4 5 6 7 8 9 10 11  Il Nastro Azzurro n.2, marzo-aprile 2008, p. 20.

### Pubblicazioni
- La prima donna Medaglia d'oro al valor militare, in Il Nastro Azzurro, n. 2, Roma, Istituto del Nastro Azzurro, marzo-aprile 2008,  p. 20.

| Controllo di autorità | VIAF (EN) 452159474301827662151 · BAV 495/327181 |